# Georgij Feodos'evič Voronoj
Georgij Feodos'evič Voronoj (in russo Георгий Феодосьевич Вороной?; Žuravka, 28 aprile 1868 – Žuravka, 20 novembre 1908) è stato un matematico russo, di origini ucraine, ricordato soprattutto per la definizione della tassellatura di Voronoj.